# Hippomenella rudicula
Hippomenella rudicula är en mossdjursart som beskrevs av Tilbrook 2006. Hippomenella rudicula ingår i släktet Hippomenella och familjen Escharinidae. Inga underarter finns listade i Catalogue of Life.